# Kábítószer-abúzus

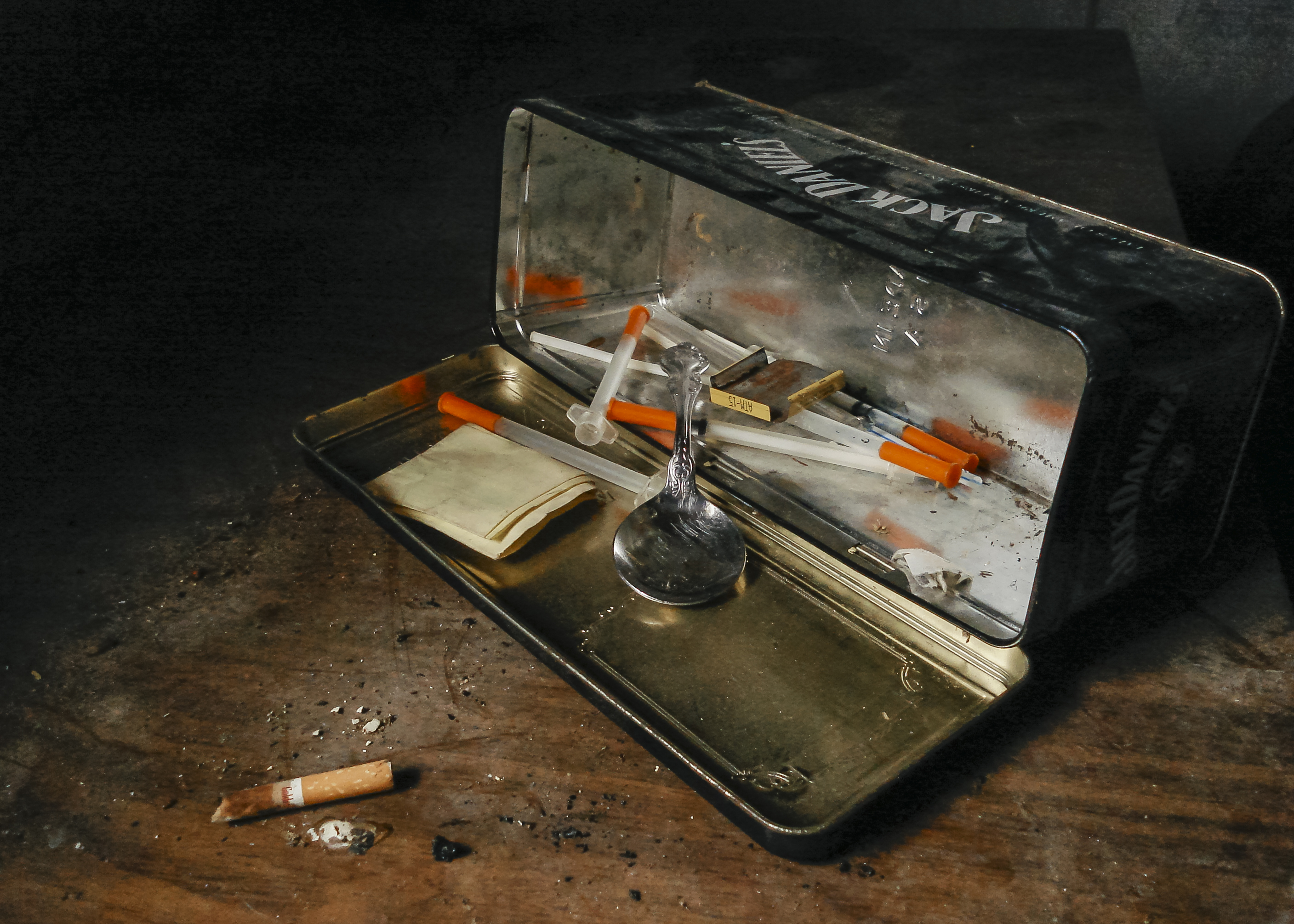
Heroinhasználó felszerelése

Kábítószer-abúzusnak („szerrel” való visszaélésnek) nevezik egy farmakon nem orvosi célú, nem gyógyítás célzatú, önkezű adagolással történő használatát, melynek egyedüli célja a szerhasználó hangulatának, tudatának, pszichés státuszának a befolyásolása. Az „abúzus” szó jelentése „visszaélés”, tehát a szerabúzus kábítószerrel, gyógyszerrel, bármilyen kémiai anyaggal történő visszaélést jelenthet, ami tipikusan – de nem kizárólagosan – a pszichotrop szerekre, azokon belül is a tudatmódosító szerekre jellemző. A szerabúzusra jellemző, hogy az adott országban, kultúrában elfogadott társadalmi vagy gyógyítási formákkal ellentétes.

## A „szer” terminológiája
A visszaélésre alkalmas vegyületek kémiailag, valamint származási helyüktől és felhasználási területüktől függően sokfélék lehetnek, például gyógyszerek, növényi kivonatok, ipari kemikáliák vagy szintetikus, illegális, tudatmódosításra alkalmas anyagok stb. Az alábbi szöveg a kábítószer-abúzus részletes tárgyalása során az egyszerűbb, rövidebb és áttekinthetőbb megfogalmazás érdekében ezekre a „szer” megnevezést használja. 

## A szerabúzus
Főként – de nem kizárólagosan – a tudatmódosító pszichotrop szerek közös tulajdonsága, hogy olyan különleges farmakológiai hajtóerővel rendelkeznek, amellyel mentálisan még a többé-kevésbé egészséges szerhasználót is rákényszerítik arra, hogy a valós világ elől úgynevezett „kémiai vakációra” menjenek, és kényszeresen tudatmódosító anyagokat használjanak. Az ide tartozó szereknek a speciális farmakológiai képessége felelős a szerabúzus kialakulásáért, melynek hátterében a függőség (szerdependencia) vagy annak súlyosabb formája, az addikció áll.

## Az abúzus neurobiológiája
A tudatmódosító szerek különleges „hajtóerővel” rendelkeznek, amely hajtóerő még az egészséges pszichés állapotú szerhasználót is további használatra kényszeríti. A szer addiktív hatásának neurobiológiai magyarázatát az evolúció során kialakult – így az állatvilágban is megtalálható – agy jutalmazási rendszerének működésében kell keresni.
Az élet fenntartását élettani tevékenységek sora biztosítja, mint a táplálkozás, ivás, szexuális aktivitás, amely nemcsak az egyén, de a faj fennmaradását is szolgálja. Ezek a ténykedések annyira fontosak az életünkben, hogy az ezekre való folyamatos törekvés biztosítása érdekében a természet kialakított egy jutalmazási rendszert az agyban. Az agy „jutalmazási” („reward”) rendszere biztosítja, hogy az életfenntartó, úgynevezett „jutalmazott működések” során, öröm, gyönyör, eufória társuljon az evéshez vagy szexuális tevékenységhez. A kellemes érzés ösztönzőleg hat az egyénre, hogy vágyakozzék a cselekvésre, kielégítve ezzel a gyönyörigényét, és hogy ezt később megismételje. A természet bonyolult neurokémiai „fékeket” is beépített a rendszerbe, amelyek a neurotranszmitterek szintjének szabályozásával kizárják, hogy az egyén az eufóriát kiváltó folyamatokat értelmetlenül a végkimerülésig ismételje. A tudatmódosító szerek – néhány kivételtől eltekintve – az agy jutalmazási rendszerének egészséges, kiegyensúlyozott működését borítják fel.
Az agy jutalmazási rendszerének meghatározó szerepét az addikció kialakulásában ma már bizonyítottnak lehet tekinteni, amelyet számos állatkísérlet támaszt alá. A kísérleti állat (legtöbbször patkány) agyába műtétileg beültetett elektródokat helyeztek el úgy, hogy azok az állat mozgását nem akadályozták. A kísérleti berendezés úgy volt kialakítva, hogy az állatok egy kapcsoló segítségével maguk kapcsolhatták be és önmagukat ingerelhették a megfelelő áramimpulzusokat adó berendezéssel. Az elektródák megfelelő anatómiai elhelyezésével el lehetett érni, hogy az állatok a végkimerülésig ingereljék a gyönyörérzést kiváltó agyterületüket és ezzel mintegy ingerlésfüggő állapotba kerüljenek. Azokat az anatómiailag jól körülírható agyi struktúrákat, amelyek elektromos ingerlésével ismételt és fenntartható öningerlés váltható ki, „az agy jutalmazási rendszerének” nevezi a fiziológia és a farmakológia.
Az említett elektromos impulzusú, öningerléses kísérletek kibővítéseként az agyba beépített kanülön keresztül addiktív anyagokat mikroinfúzióban juttattak az agy különböző területeire.  A kísérletben lehetővé tették, hogy a bejuttató adagoló pumpát a kísérleti állat önállóan, saját maga működtesse. A vizsgálat során az agyi „aktív” területek jelezték a jutalmazási rendszer idegpályáinak hálózatát és annak főbb centrumait. A kísérletekben a legtöbb addiktív szerrel az önadagolás kiváltható volt, és az átélt gyönyör érdekében az állatok még az ivást és a táplálkozást is felfüggesztették. A kísérleti állatok képesek voltak annak felismerésére, hogy egy bizonyos kar lenyomására addiktív anyagot (opiátokat, benzodiazepineket, barbiturátokat, alkoholt, pszichostimulánsokat, anesztetikus gázt, ipari oldószereket, nikotint, koffeint) injektálhatnak az agyukba.
Az elektromos ingerléssel és a mikroinfúzióval végrehajtott kísérletekben „ingerelt” agyi területek tökéletesen fedték egymást, amely bizonyította a jutalmazási rendszer szerepét az addiktív szerek hatásmechanizmusában.
A továbbiakban az egyes szerek addiktív dinamikájának vizsgálatához olyan farmakológiai kísérleti rendszereket használtak, amelyben az állatok önmaguk intravénásan adagolhatták maguknak a vizsgálati anyagokat. Ez a kísérleti rendszer nagyon közel áll a szerhasználók, szerfüggők önadagoló szokásához.
Az állatkísérletekből így indirekt módon mérhető a szer megerősítő képessége, abúzus potenciálja vagy annak eufóriát kiváltó hatása. Ezek a kísérletek alkalmasak voltak alacsonyabb és magasabb rendű állatok addikciós válaszának összehasonlítására is. Az állatok önadagoló magatartása meglepő hasonlóságot mutatott az emberi szerfogyasztó magatartással. A vizsgálatok során a majmok és patkányok az egyes addiktív szereket meg tudták különböztetni egymástól: például az opiátokat a pszichostimulánsoktól vagy benzodiazepinektől.
Ez alátámasztja azt a nézetet, hogy nem szükséges különleges genetikai vagy pszichés hajlam, esetleg szociális körülmény a szerfogyasztó magatartás elkezdéséhez vagy folytatásához, hanem a szer maga az, amely a további alkalmazás késztetését, kényszerét kiváltja. Ez a megállapítás nem zárja ki azt az elfogadott nézetet, miszerint bizonyos szociális körülmények elősegítik az „első adag” kipróbálását.

## Az abúzus szerek csoportosítása
Az addiktív pszichoaktív szerek régebbi felosztása szerint megkülönböztetnek úgynevezett „kemény” és „lágy” szereket. Általában kemény szereknek nevezik azokat az anyagokat, amelyek a szerhasználó egészségét súlyosan veszélyeztetik, a családba, a társadalomba való beilleszkedését akadályozzák, a munkavégzését vagy tanulását korlátozzák. A kemény szerek jellemzően erős pszichés és fizikális dependenciát (függőséget) és gyakran súlyos addikciót okoznak. A kriminalisztikai és társadalmi veszélyességük jelentős. A kemény szerek csoportjába tartozik a kokain, a heroin, az amfetamin, a morfin és annak több kémiai származéka. Ezzel szemben a lágy drogok kevésbé váltanak ki addikciót. A pszichés dependencia jellemző ugyan, de a fizikális dependencia kialakulása legtöbbször gyenge. Ebbe a csoportba tartoznak a nyugtatók, altatók vagy a kannabisz. A két csoport közötti határvonal összemosódik. Az abúzus szerek ilyenfajta osztályozása erősen szubjektív és farmakológiai szempontból is vitatható.
A kábítószerekkel való visszaélés társadalmi hatásaival foglalkozó tudományok (pl. szociológia vagy addiktológia egyes területei) a „lágy” és „kemény” szerek definícióját más aspektusból, a használat módja felől közelítik meg. A felosztás alapja, hogy a szerhasználó élete céljának, értelmének, tehát élete központi kérdésének tekinti-e a tudatmódosító anyaggal való együttélést, vagy csak alkalomszerűen, például társasági együttlét kapcsán nyúl a tiltott szerhez. Előbbi esetben kemény szerről, az utóbbinál lágy szerről (rekreációs droghasználatról) beszél az addiktológiával foglalkozó szakterület.
Az abúzus szerek közös jellemzője, hogy rendelkeznek a fentiekben ismertetett jellegzetes reward-hatással, amelyben az agy jutalmazási rendszere játssza a főszerepet, de ezt a hatást más-más úton, különböző agyi mechanizmusokon vagy receptorokon keresztül érik el.
Az abúzus szerek az eltérő hatásmechanizmusok alapján farmakológiailag jól elkülöníthető csoportokra rendezhetők, amelyben az eltérő kémiai szerkezetük is szerepet játszik.
Az általánosan elfogadott hatástani csoportosítás alapján az abúzus szerek a következő farmakológiai csoportokba sorolhatók: 
- opioidok
- központi idegrendszeri depresszánsok
- pszichostimulánsok (szimpatomimetikus pszichomotoros stimulánsok)
- kannabinoidok
- hallucinogének (pszichedelikumok)
- inhalánsok
- egyéb (orvosi vényre írható) szerek
| Hatástani csoport  | Szer                  | Szabályozás                     | Eredet                       | Szerhasználat módja                          | Függőség      | Megjegyzések/veszélyek                                                |
| ------------------ | --------------------- | ------------------------------- | ---------------------------- | -------------------------------------------- | ------------- | --------------------------------------------------------------------- |
| Opioidok           | morfin                | csak orvosi használatra legális | természetes (mák)            | intravénásan                                 | jelentős      | addikció, tolerancia, túladagolás, légzésbénulás                      |
|                    | ópium                 | csak orvosi használatra legális | természetes (mák)            | füst inhaláció (pipa)                        | jelentős      | addikciós veszély, enyhe tolerancia                                   |
|                    | heroin                | illegális                       | félszintetikus               | intravénásan                                 | jelentős      | súlyos addikció, tolerancia, túladagolás                              |
|                    | metadon               | csak orvosi használatra legális | szintetikus                  | intravénásan, orr- és szájnyálkahártyáról is | jelentős      | elhúzódó hatás, enyhe tolerancia, obstipáció                          |
|                    | kodein                | csak orvosi használatra legális | természetes                  | más pszichotrop szerekkel keverve            | nem jelentős  | enyhe tolerancia                                                      |
| Depresszánsok      | barbiturátok          | csak orvosi célra legális       | szintetikus                  | szájon át                                    | jelentős      | tolerancia, memória és érzelmi zavarok                                |
|                    | benzodiazepinek       | csak orvosi használatra legális | szintetikus                  | szájon át (gyakran alkohollal)               | jelentős      | tolerancia, dependencia, kóma, légzésleállás                          |
|                    | γ-hidroxivajsav (GHB) | illegális                       | szintetikus                  | szájon át                                    | nem jellemző  | befolyásolt személy védekezésre képtelen, memóriazavar                |
|                    | alkohol               | legális                         | természetes                  | szájon át                                    | jelentős      | tolerancia, addikció, máj és idegrendszer károsodása                  |
| Pszichostimulánsok | dohány (nikotin)      | legális                         | természetes                  | füst- vagy pára-inhaláció, tapasz, rágás     | jelentős      | addikció, tolerancia, érszűkület, gége- és tüdőrák                    |
|                    | koffein               | legális                         | természetes vagy szintetikus | élvezeti szer (kávé, tea)                    | nem jelentős  | enyhe tolerancia, túladagolva szapora szívverrés, remegés             |
|                    | kokain                | csak orvosi használatra legális | természetes                  | orron át szippantva, rágva, intravénásan     | jelentős      | addikció, tolerancia, spontán abortusz                                |
|                    | MDMA (Ecstasy)        | csak orvosi használatra legális | szintetikus                  | szájon át (tabletta)                         | jelentős      | addikció, neurotoxikus, pszichedelikus hatás is fellép                |
|                    | Metamfetamin (Speed)  | csak orvosi használatra legális | szintetikus                  | felszippantva orron át (por)                 | jelentős      | addikció, tolerancia, pszichózis, üldözési hallucinációk              |
| Kannabinoidok      | marihuána             | országonként változó            | természetes                  | cigarettafüst inhaláció                      | enyhe         | enyhe tolerancia, immunszuppresszív, fertilitási (termékenység) zavar |
|                    | hasis                 | illegális                       | természetes                  | pipa/cigarettafüst inhaláció                 | enyhe         | tolerancia, immunválasz és hormonháztartás zavara                     |
| Hallucinogének     | LSD                   | illegális                       | félszintetikus               | szájon át                                    | nem jellemző  | elvonási tünet nincs, veszélyes viselkedés, memória romlás            |
|                    | meszkalin             | illegális                       | természetes                  | füstinhaláció                                | enyhe         | ön- és közveszélyes befolyásoltság                                    |
|                    | látnokzsálya          | illegális                       | természetes                  | füstinhaláció                                | jelentéktelen | ön- és közveszélyes befolyásoltság                                    |
| Inhalánsok         | poppers               | törvény nem tiltja              | szintetikus                  | inhalálva                                    | nem alakul ki | tolerancia, immun- és légzőrendszert károsító hatások                 |

## Egyéb magyar nyelvű szakirodalom
- Bayer István: A kábítószer, Gondolat Könyvkiadó, Budapest, 1989, ISBN 963-282-179-3, 297 oldal
- Kurdics Mihály: A kábítószer itt van testközelben – Ahogyan egy rendőrtiszt látja. Kézikönyv felnőtteknek és fiataloknak, Zsiráf Kiadó, h. n., 1999, 236 oldal
- (szerk.) Gerevich József: A kábítószer kihívása, Gondolat Könyvkiadó , Budapest, 1992, ISBN 963-282-680-9, 202 oldal
- Lovass Pál – Nagy Gábor: A kábítószerek világa, Medicina Könyvkiadó, Budapest, 1985, ISBN 963-241-471-3, 326 oldal